# Miss Major Griffin-Gracy
Miss Major Griffin-Gracy (Chicago, 25 de octubre de 1940), a menudo conocida como Miss Major, es una mujer trans activista y líder comunitaria por los derechos de las personas transgénero, con un enfoque particular en las mujeres de color. Se desempeñó como Directora Ejecutiva original del Proyecto de Justicia Intersexual Variante de Género Transgénero (Transgender Gender-Variant & Intersex Justice Project, TGI Justice Project), que tiene como objetivo ayudar a las personas transgénero, que están desproporcionadamente encarceladas en el complejo industrial penitenciario. Griffin-Gracy ha participado en el activismo de una amplia gama de causas a lo largo de su vida, incluidos los disturbios de Stonewall de 1969 en la ciudad de Nueva York.

## Primeros años
Griffin-Gracy nació en el South Side de Chicago el 25 de octubre de 1940 y se le asignó el sexo masculino al nacer. Griffin-Gracy participó en bailes de invertidos durante su juventud y describió su experiencia en Chicago en una entrevista de 1998:

¡[Los bailes] fueron fenomenales! Era como ir al show de los Oscar hoy. Todos disfrazados. Chicos con esmóquines, reinas con vestidos que no creerías, quiero decir, cosas en las que habrían estado trabajando todo el año... Y la gente heterosexual vendría y miraría, eran diferentes a los que vienen hoy. Simplemente apreciaron lo que estaba pasando.

Griffin-Gracy también creía que, en ese momento, ella y sus compañeros no sabían que estaban cuestionando el género que se les asignó al nacer, y notó que gran parte de la terminología contemporánea en torno a las identidades de género no existía. Miss Major ha señalado que se declaró mujer transgénero a fines de la década de 1950.
Como mujer transgénero, Griffin-Gracy recibió muchas críticas y malos tratos por parte de sus compañeros. En una entrevista radial, recuerda la necesidad de que alguien esté siempre a su lado para evitar situaciones en las que sus compañeros puedan señalarla y atacarla violentamente.

## Transición
Al comienzo de su transición médica, Griffin-Gracy dependía del mercado negro para sus hormonas. Durante veinte años, sufrió la falta de vivienda y participó en el trabajo sexual. También participó en otras actividades ilegales, incluido el robo, para poder mantenerse.

## Familia
Griffin-Gracy tiene cinco hijos. Christopher nació en 1978. Sus otros tres hijos fueron adoptados por su familia después de conocerlos en un parque de California. Los niños se habían fugado y comían juntos con Griffin-Gracy y su hijo biológico.
En septiembre de 2020, Griffin-Gracy anunció que ella y su pareja, el activista LGBTQ+ Beck Witt (él mismo un hombre trans), esperaban un hijo juntos. El 9 de enero de 2021, Beck & Miss Major dieron la bienvenida al mundo a su hijo Asiah Wittenstein Major.

## Activismo

### Nueva York
Después de haber sido expulsada de dos universidades por la expresión exterior de su identidad, Griffin-Gracy se mudó de Chicago a la ciudad de Nueva York. Si bien algunas organizaciones, incluidos los bares gay de la ciudad, negarían la entrada a las mujeres trans, ella se estableció dentro de una comunidad LGBT asociada con el Stonewall Inn, un bar en Greenwich Village. Ella contó: "Podríamos ir a Stonewall y todo estaría bien, no tendríamos que dar explicaciones".
El 27 de junio de 1969, Griffin-Gracy estaba en el Stonewall Inn reuniéndose con una novia cuando allanaron el bar, una acción que inició los disturbios de Stonewall. Griffin-Gracy era una de las líderes de los disturbios, pero un oficial de policía la golpeó en la cabeza y la detuvo. Informó que un oficial penitenciario le rompió la mandíbula mientras estaba en prisión.
Tenía una sentencia de cinco años en el Centro Correccional Clinton en Dannemora por una condena por robo donde conoció a Frank "Big Black" Smith, quien había participado en los disturbios del Centro Correccional Attica de 1971. Los dos se comunicaron regularmente durante su tiempo allí, él mostrándole un gran respeto a pesar de su identidad de género. Smith habló con Griffin-Gracy sobre la información que necesitaba para ayudar realmente a su comunidad: solucionar un problema en lugar de enmascararlo. Fue liberada de Dannemora en 1974 con una nueva esperanza para su comunidad.

### California
Griffin-Gracy se mudó a San Diego en 1978 y organizó esfuerzos comunitarios y movimientos de base. Inicialmente comenzó a trabajar en un banco de alimentos local y luego brindó servicios directos a mujeres trans que estaban encarceladas, sufrían de adicción o no tenían hogar. Mientras estaba en San Diego, la epidemia del SIDA golpeó a los Estados Unidos y, como parte de su servicio, Griffin-Gracy se encontró brindando atención médica adicional y múltiples funerales cada semana. Griffin-Gracy luego se mudó al Área de la Bahía de San Francisco a mediados de la década de 1990, donde sirvió en varias organizaciones de VIH/SIDA, incluido el Centro de Recursos de SIDA Tenderloin.
En 2003, Griffin-Gracy comenzó a trabajar en Transgender Gender Variant Intersex Justice Project (TGIJP) poco después de que Alex Lee lo fundara, aunque a veces se le acredita como la fundadora. Se desempeñó como directora ejecutiva del proyecto, liderando los esfuerzos para apoyar a las mujeres transgénero que han sido encarceladas, en particular las mujeres de color. Tanto dentro como fuera de su organización, ha luchado contra la criminalización y la brutalidad policial. Se le atribuye liderar esfuerzos de servicio directo y atención personalizada a mujeres trans de color encarceladas con TGIJP, además de su liderazgo en organizaciones anteriores.
En febrero de 2008, ella y Melenie Eleneke se dirigieron al Comité de la ONU para la Eliminación de la Discriminación Racial en Ginebra, Suiza, sobre la falta de oportunidades económicas para las mujeres transgénero de color en los Estados Unidos.

### Vistas generales
Griffin-Gracy ve el estado de ser transgénero o genderqueer como uno de "vivir fuera de la ley" debido al constante rechazo de las audiencias principales, particularmente en la búsqueda de oportunidades laborales o educativas. También argumenta que, si bien muchas personas con identidades transgénero y queer no son encarceladas, sus identidades y medios de expresión son vigilados a través del comportamiento social y las políticas estatales. Con frecuencia cita el complejo industrial de la prisión como un factor importante por el cual las personas transgénero son encarceladas, específicamente las personas de color y las de bajos ingresos.
Griffin-Gracy ha discutido la necesidad de activismo para las personas transgénero basándose en parte en historias de discriminación por parte de otros. Ella misma comenzó su viaje como activista trans después de enterarse de cuántas mujeres trans jóvenes estaban siendo asesinadas sin respuesta del mundo que las rodeaba. En la década de 1970, una amiga llamada Puppy, una mujer trans puertorriqueña y trabajadora sexual, fue encontrada muerta en su propio apartamento. Griffin-Gracy sostuvo que había evidencia de un asesinato, pero las autoridades dictaminaron que su muerte fue un suicidio. Griffin-Gracy describió el evento y su impacto en ella en una entrevista:

El asesinato de Puppy me hizo darme cuenta de que no éramos seguros ni intocables y que si alguien nos toca, a nadie le importa una mierda. Solo nos tenemos el uno al otro... Así que comencé a cuidarme a mí mismo... cada vez que nos subíamos a un automóvil [nosotros] escribíamos la mayor cantidad de información posible. Tratábamos (de)... hacer que un chico caminara fuera del auto para que todos pudieran verlo, para que todos supiéramos quién era él si ella no regresaba. Así empezó. Como nadie lo iba a hacer por nosotros, tuvimos que hacerlo por nosotros mismos.

Esta perspectiva ha alimentado gran parte de su activismo hasta la fecha.
Griffin-Gracy ha criticado con frecuencia al movimiento LGBT por su exclusión de las personas transgénero de la participación y los puestos de liderazgo, en particular las personas trans de color, las personas con bajos ingresos y las que han estado encarceladas anteriormente.

### Feminismo
Griffin-Gracy es una feminista autoproclamada. Su visión del feminismo es la capacidad de una mujer de ser fuerte y sensible, y de hacerlo con orgullo. Tomó la decisión de identificarse como feminista cuando la gente comenzó a cuestionarla como madre.
Centra su activismo en la seguridad de las jóvenes trans de hoy, un enfoque feminista liberal. Ha señalado que su aspecto favorito del trabajo activista es la educación y la esperanza que brinda a las mujeres de su comunidad. Ella desea los derechos humanos más simples para los jóvenes trans, diciendo:

Me gustaría que las chicas tuvieran la oportunidad de ser quienes son. Para que los jóvenes transgénero vayan a la escuela, aprendan como todos los demás, y luego salgan y vivan sus vidas, sin miedo ni pensando que la única solución para ellos es la muerte.

Además de su enfoque en los derechos humanos básicos, Miss Major aboga por un cambio radical en su comunidad. Ella se esfuerza por llamar la atención sobre la interseccionalidad de la pobreza, la raza y el género en situaciones relacionadas con el encarcelamiento, el empleo y la salud física y mental. Para su activismo, se inspira en Elizabeth Taylor y Angela Davis.

## Documental
Un documental titulado Major! fue lanzado en 2015 y retrata el papel de Griffin-Gracy como activista y mentora en la comunidad transgénero desde la década de 1960. Ella describe la película no solo como una herramienta para presentarles a las mujeres trans jóvenes su historia, sino como un recordatorio para sí misma de que las mujeres jóvenes aún necesitan su ayuda.